# Institut Max-Planck de physique gravitationnelle

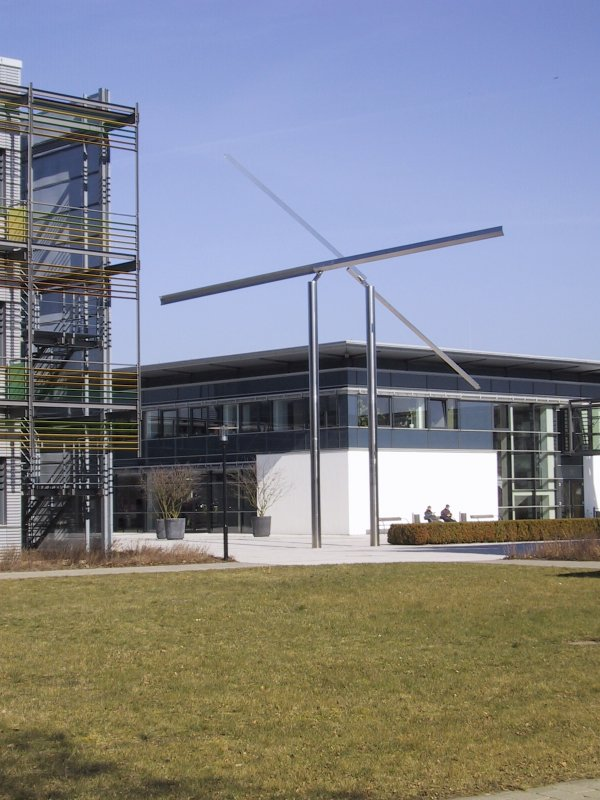
L'Institut Max-Planck de physique gravitationnelle à Potsdam

 (février 2023).
L'institut Max-Planck de physique gravitationnelle (en allemand, Max-Planck-Institut für Gravitationsphysik ; aussi appelé « institut Albert-Einstein ») est un institut de recherche extra-universitaire dépendant de la Société Max-Planck situé à Marbourg, consacré à la gravitation. La branche théorique de l'institut est situé à Potsdam, la branche expérimentale à Hanovre.
L'institut mène de la recherche fondamentale dans les mathématiques et en physique théorique ainsi que de la recherche appliquée dans les domaines du laser, de la technique du vide, l'isolation des vibrations, l'optique classique et quantique.
L'institut est le partenaire principal de GEO600, un détecteur d'ondes gravitationnelles interférométrique à laser, près de Hanovre, et de NGO, un futur interféromètre laser tourné vers l'espace.

## Histoire
L'institut est fondé en avril 1995 et s'installe en 1999 au parc scientifique de Golm à Potsdam.
En 2001, il reprend les locaux de l'Institut Max-Planck d'optique quantique qui fusionne avec l'IMPPG en 2002. Cet institut avec l'Institut de physique gravitationnelle (anciennement l'Institut de physique atomique et moléculaire) de l'université Gottfried-Wilhelm-Leibniz de Hanovre au Centre de physique gravitationnelle.

## Organisation
Le domaine de recherche de l'institut appartient à la théorie de la relativité générale. Il s'intéresse en particulier à l'émergence et la propagation des ondes gravitationnelles ainsi qu'à l'élaboration d'une théorie de la gravité quantique.
- Le département Analyse géométrique et gravitation à Potsdam développe de nouvelles méthodes mathématiques sur les bases théoriques de la théorie de la relativité générale et élabore des prédictions des modèles utilisés.
- Le département Gravité quantique et théories unifiées à Potsdam sous la direction de Hermann Nicolai (de) se concentre sur le développement d'une théorie associant la théorie quantique et la relativité générale.
- Le département Théorie de la relativité astrophysique et cosmologique à Potsdam sous la direction de Alessandra Buonanno étudie les ondes gravitationnelles, le trou noir et la résolution analytique et numérique de l'équation d'Einstein.
- Le département Interférométrie laser et astronomie des ondes gravitationnelles à Hanovre sous la direction de Karsten Danzmann travaille principalement sur le développement des détecteurs d'ondes gravitationnelles à la fois sur Terre et dans l'espace par satellite (voir GEO600 et NGO).
- Le département Relativité expérimentale et cosmologie à Hanovre sous la direction de Bruce Allen met au point des algorithmes pour l'analyse des données de centres sur les ondes gravitationnelles (voir Einstein@Home).

## International Max Planck Research Schools (IMPRS)
La formation de doctorants est réparti entre deux écoles :
- l'IMPRS for Geometric Analysis, Gravitation and String Theory est un programme de l'Institut Albert Einstein en collaboration avec l'université libre de Berlin, l'université Humboldt de Berlin et l'université de Potsdam dans les domaines de la gravité quantique et la physique mathématique ;
- l'IMPRS on Gravitational Wave Astronomy s'adresse aux doctorants dans tous les domaines de l'astronomie des ondes gravitationnelles. Ce programme se fait en collaboration avec l'université Gottfried-Wilhelm-Leibniz de Hanovre et le centre Laser de Hanovre.